# Entrichella issikii
Entrichella issikii is een vlinder uit de familie wespvlinders (Sesiidae), onderfamilie Tinthiinae.
Entrichella issikii is voor het eerst wetenschappelijk beschreven door Yano in 1960. De soort komt voor in het Oriëntaals gebied.